# Comtat de Tonnerre
El comtat de Tonnerre fou una jurisdicció feudal de França.
El comtat de Tonnerre va estar per molt de temps unit als de Nevers i Auxerre i més tard als de Chalons i al de Clermont.

## Llista de comtes
- - Nota: aquesta llista s'està revisant
- Bettó 814-845
- Miló I 845-887
- Guiu I 887-920 (fill)
- Miló II 920-973 (fill)
- Reinald I 973-1038 (fill)
- Miló III (Guillem) 1038-1047 (germà)
- Hug Reinald 1047-1065
- Ermengarda 1065-1083
- Guillem I 1065-1090 (comte de Nevers i Auxerre) (marit)
- Guillem II 1090-vers 1099 o poc després (comte d'Auxerre?)
- Guillem III 1097-1133 (II de Nevers i Auxerre)
- Guillem IV 1133-1148 (III de Nevers i Auxerre)
- Renald II 1148-1159 (III de Nevers i II d'Auxerre)
- Guillem V 1159-1168 (de Nevers i Auxerre) (fill)
- Guiu 1168-1175 (de Nevers i Auxerre) (germà)
- Guillem VI 1175-1181 (fill)
- Matilde I (regent) 1175-1192 (vídua de Guiu)
- Agnès 1175-1191 (de Nevers i Auxerre)
- Pere de Courtenay 1192-1218 (regent) (de Nevers i Auxerre)
- Matilde II 1192-1257 (de Nevers i Auxerre)
- Matilde III 1257-1262 (de Nevers i Auxerre)
- Margarida I 1262-1292 (d'Auxerre)
- Guillem de Chalon 1292-1304 (d'Auxerre)
- Joan I (II de Chalon) 1304-1321 (d'Auxerre)
- Joana I de Chalon 1321-1333 (d'Auxerre)
- Joan I 1333-1346 (segona vegada) (d'Auxerre)
- Joan II (III de Chalon) 1346-1360 (d'Auxerre)
- Joan III (IV de Chalon) 1360-1379 (d'Auxerre)
- Lluís I de Chalon 1379-1398
- Lluís II de Chalon 1398-1424
- ocupació borgonyona c. 1410-1435
- Joana II de Chalon 1435-1436
- Margarita II de Chalon 1435-1463
- Joan IV d'Husson 1463-1476
- Carles I d'Husson 1476-1492
- Lluís III d'Husson 1492-1508
- Claudi d'Husson 1508-1524
- Lluís IV d'Husson 1524-1537
- Anna d'Husson 1537-1540
- Bernat de Clermont, vescomte de Tallart 1537-1540
- Lluisa de Clermont 1540-1603
- Carles Enric comte de Clermont 1603-1640
- Francesc de Clermont 1640-1679 (de Clermont)
- Jaume de Clermont 1679-1680 (de Clermont)
- Francesc Josep de Clermont 1680-1684 (comte de Clermont), marquès de Louvois 1684